# Il dio chiamato Dorian
Il dio chiamato Dorian és una adaptació cinematogràfica de 1970 de la novel·la de 1890 d'Oscar Wilde El retrat de Dorian Gray protagonitzada per Helmut Berger.
Dirigida per Massimo Dallamano i produïda per Harry Alan Towers, la pel·lícula subratlla la decadència i l'erotisme de la història i canvia l'escenari a Londres de principis dels anys setanta. L'alliberament sexual de finals de la dècada de 1960 i principis de la dècada de 1970 proporciona un teló de fons adequat per a les escapades de Dorian en aquesta versió, i també l'estil general de roba i moda de l'època s'extrapola a una versió dels anys setanta del món estètic i decadent del novel·la de la dècada de 1890.
L'opinió crítica de la pel·lícula és decididament mixta. D'una banda, alguns consideren la pel·lícula trash i sexplotació, mentre que altres assenyalen que la pel·lícula es va rodar en un moment únic al segle XX quan una nova obertura sobre la sexualitat i la seva representació a la pel·lícula va permetre mostrar escenes només vagament insinuades a la novel·la i adaptacions cinematogràfiques anteriors (i també posteriors).
Una diferència marcada entre aquesta versió i la novel·la és l'escena final. En lloc de tallar el quadre amb el ganivet en Dorian (per la qual cosa es va suïcidar sense voler), se'l veu suïcidant-se amb el ganivet deliberadament.

## Argument
Dorian, el seu amic Basil i un altre home beuen en un club de striptease de Londres. Se separen. Dorian va a un teatre buit i veu com una noia assajant el paper de Julieta de Romeu i Julieta. La porta a prendre un hot-dog i un cafè i beuen aigua d'una font. Caminen del braç durant la nit.
Ella el porta de tornada al teatre i reprodueix una cinta de Romeu i Julieta mentre fan l'amor. L'endemà diu que era verge. Ell la porta a casa dels seus pares. Va a veure en Basil al seu estudi de la vora del riu.
El client de Basil, Henry Wotton, arriba amb la seva germana i vol la foto de Dorian Gray per a la seva galeria. La imatge el mostra despullat fins a la cintura, amb una bufanda lila. Surten a l'exterior per parlar amb Dorian i discuteixen irònicament sobre Oscar Wilde. Discuten els demèrits del matrimoni.
Dorian porta la noia a una caseta de rajoles vermelles a Windsor Great Park. Ella fuig dient que hi ha tingut altres noies. L'atrapa i fan l'amor sota una alzina enorme.

## Repartiment
- Helmut Berger com a Dorian Gray
- Richard Todd com a Basil Hallward
- Herbert Lom com a Henry Wotton
- Marie Liljedahl com a Sibyl Vane
- Margaret Lee com a Gwendolyn
- Isa Miranda com a Sra. Ruxton
- Eleonora Rossi Drago com a Sra. Clouston
- Maria Rohm com Alice Campbell
- Stewart Black com a Jim
- Beryl Cunningham com Adrienne